# Aftershock (Album)
Aftershock ist das 21. Studioalbum der britischen Heavy-Metal-Band Motörhead. Es wurde am 18. Oktober 2013 in Europa, am 21. Oktober 2013 in Großbritannien und am 22. Oktober 2013 weltweit veröffentlicht.

## Entstehung
Mit dem Songwriting begannen Motörhead während der 2012er Tournee. Die Aufnahmen fanden zum überwiegenden Teil in den NRG Studios in North Hollywood statt und mussten wegen der angeschlagenen Gesundheit von Sänger und Bassist Lemmy Kilmister unterbrochen werden. Den Gesang nahm Kilmister während seiner Krankheitspause auf. Produziert wurde das Album von Cameron Webb. Mit insgesamt 14 Titeln ist Aftershock das Motörhead-Album mit den meisten Stücken, was Gitarrist Phil Campbell auf die große Auswahl an Songideen zurückführte. Die Veröffentlichung des Albums erfolgte Ende Oktober 2013 über das bandeigene Plattenlabel Motörhead Music, einem Sublabel von UDR.

## Kritiken
Das Album wurde sehr gut bewertet. Jan Jaedike vom Rock Hard lobte das Album als eines der abwechslungsreichsten Alben der Bandgeschichte und die Lieder kämen überwiegend nach gut drei Minuten auf den Punkt. Man merke dem Gesang die gesundheitlichen Probleme von Sänger Kilmister nicht an und die Gitarrenarbeit von Phil Campbell überzeuge. Franz Tanner von laut.de resümiert „Saubere Leistung, die Herren! Bitte weitermachen.“ und bemerkt, dass die Stücke auf Aftershock schneller seien als auf den Vorgängeralben. Daneben sorgen das blueslastige Lost Woman Blues und das balladeske Dust and Glass für Abwechslung. Für Gregory Heaney von Allmusic beweist das Album, dass der Band noch lange nicht die Luft ausgehe, wenngleich Aftershock nicht als das beste Motörhead-Album in die Geschichte eingehe. Reinhold Reither von stormbringer.at nennt Aftershock ein „verdammt starkes MOTÖRHEAD-Album“, auch er lobt den Abwechslungsreichtum der Stücke. Auch für ihn zählt die Ballade Dust and Glass zu den Höhepunkten des Albums, er merkt allerdings kritisch an, dass das Album im zweiten Teil in die „allgemeine MOTÖRHEAD-Mid-90er-Lethargie“ verfalle. In der Frankfurter Allgemeinen Sonntagszeitung schrieb Jörg Scheller, das Album steche unter den Veröffentlichungen der Zweitausender Jahre „nicht sonderlich hervor, gegen die frische Härte von Inferno (2004) fällt es sogar etwas ab. Einzig der Refrain von Going to Mexico verbreitet etwas Let's-Go-Euphorie“.

## Titelliste
1. Heartbreaker – 3:05
2. Coup de Grace – 3:45
3. Lost Woman Blues – 4:09
4. End of Time – 3:17
5. Do You Believe – 2:59
6. Death Machine – 2:37
7. Dust and Glass – 2:51
8. Going to Mexico – 2:52
9. Silence When You Speak to Me – 4:30
10. Crying Shame – 4:28
11. Queen of the Damned – 2:40
12. Knife – 2:57
13. Keep Your Powder Dry – 3:54
14. Paralyzed – 2:50

## Belege
1. 1 2  Jan Jaedike: Macht's Euch doch selber! In: Rock Hard. Nr. 318, November 2013, S. 14–16.
2. ↑  Götz Kühnemund: Plauderstunde mit Mister Rock ’n’ Roll. In: Rock Hard. Nr. 317, Oktober 2013, S. 14–16.
3. ↑  Jan Jaedike: Motörhead - Aftershock. In: Rock Hard. Nr. 318, November 2013, S. 90.
4. ↑  Franz Tanner: Beim heiligen Warzolomäus, klimpert da etwa ein Klavier? laut.de, abgerufen am 31. Oktober 2013.
5. ↑  Reinhold Reither: Motörhead - Aftershock (CD). stormbringer.at, 7. Oktober 2013, abgerufen am 31. Oktober 2013.
6. ↑  Jörg Scheller, Die Pudel des Pops. Das neue Motörhead-Album will keine Experimente, in: Frankfurter Allgemeine Sonntagszeitung, 20. Oktober 2013, Nr. 42, S. 46
7. ↑  Charts DE Charts AT Charts CH Charts US